# Мария София Баварская
Мария София Амелия Баварская (нем. Marie Sophie Amalie in Bayern; 4 октября 1841, Пёккинг — 19 января 1925, Мюнхен) — баварская принцесса из рода Виттельсбахов, в замужестве — королева-консорт Обеих Сицилий, супруга последнего короля Франциска II. Приходилась родной сестрой императрице Сисси. Первая в истории женщина-кавалер российского ордена Святого Георгия 4-й степени.

## Биография
Родилась 4 октября 1841 года в имении своих родителей Поссенхофене. Отец — баварский герцог Максимилиан, мать — герцогиня Людовика Баварская. Через свою мать приходилась племянницей королеве Пруссии, двум королевам Саксонии и эрцгерцогине Софии, матери императора Франца Иосифа. Родной сестрой Марии Софии была австрийская императрица Елизавета. Всего в семье было восемь детей. Мария София стала пятым ребёнком и третьей дочерью.

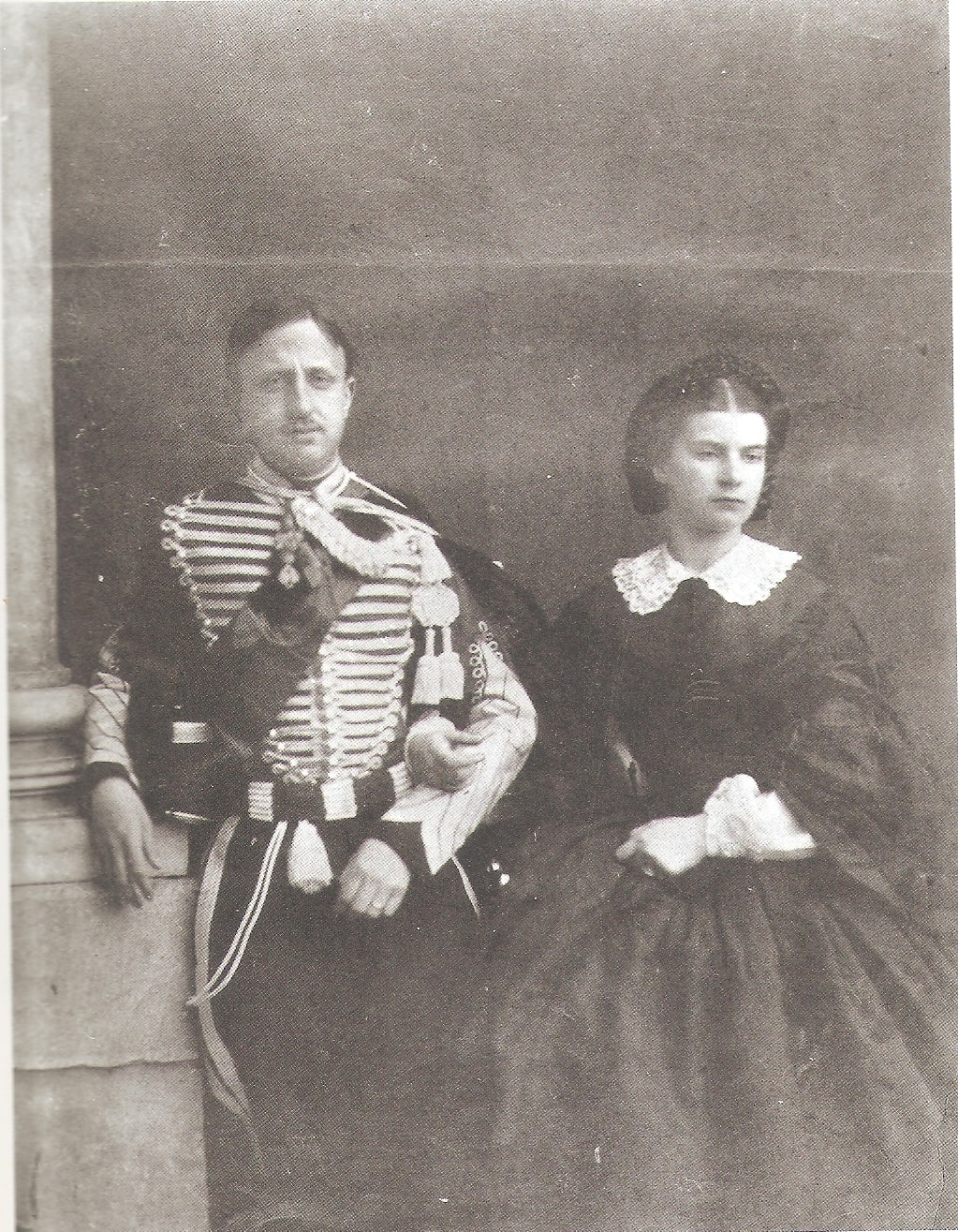
Король Франциск II с супругой королевой Марией Софией, 1860 год.

В 1857 году руки принцессы попросил наследный принц Королевства Обеих Сицилий Франциск, герцог Калабрийский — старший сын короля Фердинанда II и Марии Кристины Савойской. Брак имел политический смысл. В то время в стране нарастали революционные протесты. Король Фердинанд добивался союза с императором Францем Иосифом. Родная сестра Марии Софии Елизавета была его супругой.
Отец принцессы дал согласие на брак. После этого Мария София стала активно заниматься изучением итальянского языка, истории и культуры. В январе 1859 года она отправилась в Вену навестить сестру Елизавету. У сестры она пробыла месяц и уже 3 февраля 1859 года в Бари сочеталась браком с Франциском.
Франциск оказался человеком неуравновешенным, страдал психическими и физическими отклонениями, был религиозным фанатиком. 22 мая 1859 года умер её свёкор король Фердинанд. На престол вступил её супруг. Мария София стала королевой-консортом Обеих Сицилий.
В сентябре 1860 года, когда войска Гарибальди стали двигать на Неаполь, Франциск II решает покинуть город. В начале он планировал организовать сопротивление в Капуе. Однако после того, как и этот город был захвачен Гарибальди, король и Мария София укрылись в хорошо укрепленной прибрежной крепости Гаэта, находящийся в 80 км к северу от Неаполя.
Во время осады королева Мария София проявила невиданную стойкость, помогая раненым, пыталась сплотить защитников крепости. За это она стала известна как «Королева воинов» или «Героиня Гаэта». Император Александр II, восхищённый мужеством королевы, наградил её орденом Святого Георгия 4-й степени. Сама королева, однако, орден не получила и никогда его не носила.
После падения крепости король и королева отправились в Рим. Король создал правительство в изгнании, которое пользовалось дипломатическим признанием большинства европейских государств на протяжении нескольких лет.
В Риме королева влюбилась в офицера папской гвардии Армана де Лаваесса и забеременела от него.
Король Франциск не испытывал любовных чувств к Марии Софии. К тому же он страдал фимозом. В браке родилась всего одна дочь, принцесса Мария Кристина Пия, которая скончалась в детстве.

## Титулы
- 4 октября 1841 — 3 февраля 1859 — Её Королевское Высочество Герцогиня Баварская
- 3 февраля 1859 — 22 мая 1859 — Её Королевское Высочество Герцогиня Кабрийская
- 22 мая 1859 — 27 декабря 1894 — Её Величество Королева-консорт Обеих Сицилий (с 20 марта 1861 года Титулярная)
- 27 декабря 1894 — 19 января 1925 — Её Величество Вдовствующая королева Обеих Сицилий